# Trichosteleum heterophyllum
Trichosteleum heterophyllum là một loài rêu trong họ Sematophyllaceae. Loài này được Bizot & Onr. mô tả khoa học đầu tiên năm 1976.